# Nenax namaquensis
Nenax namaquensis är en måreväxtart som beskrevs av Christian Puff. Nenax namaquensis ingår i släktet Nenax och familjen måreväxter. Inga underarter finns listade i Catalogue of Life.